# Славянка (Северо-Казахстанская область)
Славянка (каз. Славянка) — упразднённое село в Есильском районе Северо-Казахстанской области Казахстана. Входило в состав Заградовского сельского округа. Исключено из учётных данных в 2024 году.
Код КАТО — 594243500.

## Население
В 1999 году население села составляло 158 человек (80 мужчин и 78 женщин). По данным переписи 2009 года, в селе проживало 102 человека (52 мужчины и 50 женщин).